# Великоустюжский уезд
 Великоустюжский уезд — в дореволюционной России административно-территориальная единица в центральной части Вологодской губернии с административным центром в городе Великий Устюг; в РСФСР административно-территориальная единица Северо-Двинской губернии (1918—1924).

## География
Устюжский уезд находился в бассейне рек Сухоны, Юга и в верховьях Северной Двины.

## История

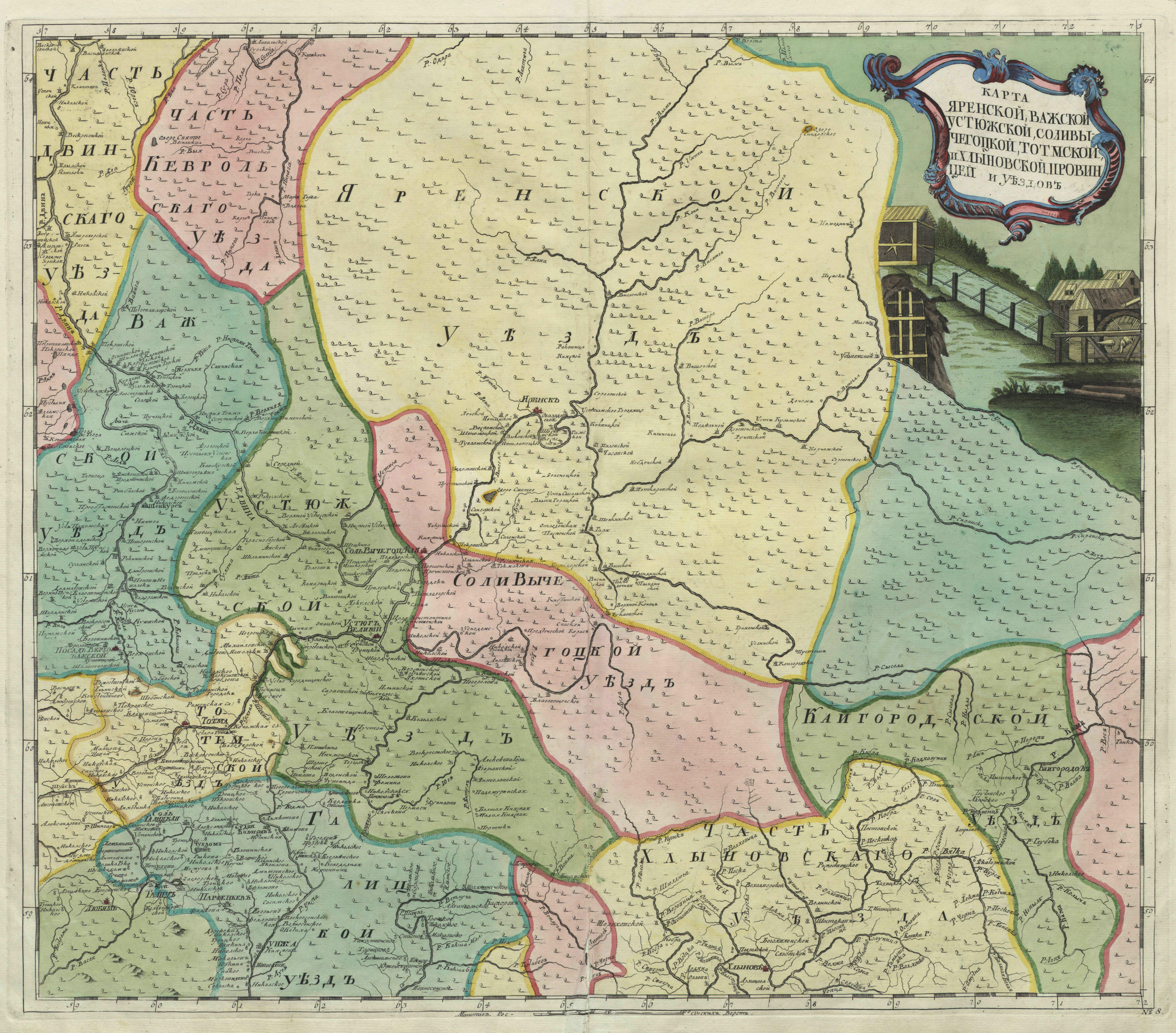
Устюжский уезд отмечен салатовым цветом левее и ниже центра карты, 1745 год

Устюжский (Велико-Устюгский или Великоустюжский) уезд был образован в XVI веке. В административном плане Устюжский уезд делился на три территориальные единицы — трети: Южскую, Сухонскую и Двинскую, которые делились на станы и волости. По данным описания 1623—1626 годов, Устюжский уезд делился на 34 волости и 8 станов (четыре простых стана: Сухонский Чёрный, Сухонский Нововышлый, Ярокурский, Вондокурский и четыре сложных стана: Белослудский — 5 волостей, Кивокурский — 6 волостей, Быкокурский — 2 волости и Комарицкий, делившийся на 2 конца — в Нижнем конце было 3 волости, а в Верхнем конце — 4 волости). Двинская треть делилась на 5 станов и 9 волостей, Южская треть — на 1 стан и 19 волостей, Сухонская треть — на 2 стана и 6 волостей.
Указом Петра I от 18 декабря 1708 года Россия была разделена на 8 губерний (Московская, Петербургская, Архангелогородская, Смоленская, Киевская, Казанская, Азовская, Сибирская). Устюжский уезд вошёл в состав Архангелогородской губернии.

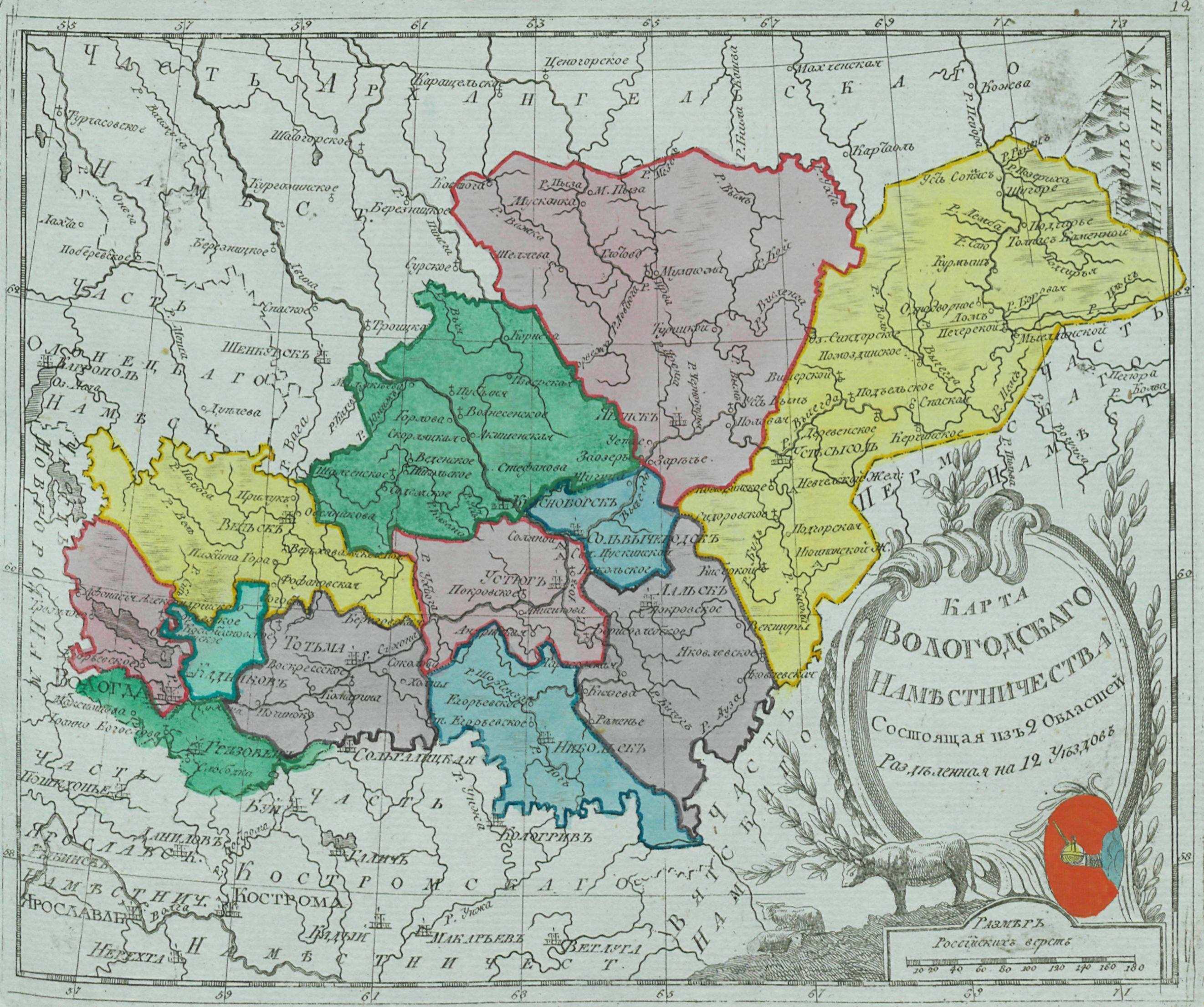
Устюжский уезд отмечен красным цветом по центру карты, 1792 год

В 1715 году Архангелогородская губерния была разделена на новые административно-фискальные единицы — доли. Указ Сената от 29 мая 1719 года разделил губернию на четыре провинции: Устюжскую, Вологодскую, Галицкую и Архангелогородскую. Устюжская провинция с центром в Великом Устюге состояла из Устюжского, Сольвычегодского и Яренского дистриктов (название «уезд» продолжало употребляться в официальных документах, невзирая на их официальную отмену). В 1727 году все дистрикты были переименованы в уезды. По административным реформам Екатерины II (1762—1796) в ноябре 1775 года Устюжская провинция была упразднена, а Устюжский уезд перешёл в непосредственное губернское подчинение.
В 1780 году было образовано Вологодское наместничество. Но из-за обширной территории оно было разделено на 3 области: Архангельскую, Вологодскую и Великоустюжскую, которые по-прежнему делились на уезды. В состав Великоустюжской области входили уезды: Великоустюжский, Красноборский, Лальский, Никольский, Сольвычегодский, Усть-Сысольский и Яренский.
В 1796 году Вологодское наместничество было ликвидировано, упразднена была и Великоустюжская область. Великоустюжский уезд вошёл в состав Вологодской губернии.
В 1918 году Великоустюжский уезд вошёл в состав Северо-Двинской губернии с центром в городе Великий Устюг.

## Административное деление
Волости и волостные центры на 1893 год:
I стан
- Богоявленская волость — Городищенско-Богоявленский погост
- Вострая волость  — Вострое
- Нестеферовская волость  — Нестеферовское (Яиково)
- Нюксенская волость  — Нюксеница
- Страдная волость  — Страдное
- Трегубовская волость  — Трегубово
- Устье-Алексеевская волость  — Устье-Ивановское

II стан
- Вотложемская волость  — Вотложемский-Троицкий погост
- Забелинская волость  — Забелинское
- Палемская волость  — Палем
- Папуловская волость  — Папулово
- Приводинская волость  — Приводино
- Удимская волость  — Забелинское
- Целяковская волость  — Целяково
- Шемогодская волость  — Шемогодский-Богородский погост

## Экономика

### Сельское хозяйство
В основе сельскохозяйственной деятельности Великоустюжского уезда лежали земледелие и скотоводство. Пашенной тягловой землей её жители были обеспечены плохо — по 1,2 дес. (по волостям — от 0,9 до 1,9 дес.). Несмотря на невысокое качество пашенных угодий и неблагоприятный климат, крестьяне получали здесь неплохие урожаи — в разные периоды на человека собиралось по 0,22—0,68 четверти ржи, 0,45—0,82 четверти ячменя и 0,11—0,18 четверти овса. Тем самым крестьяне обеспечивали себя с тягловых земель рожью на 15—45 % (при годовой норме 1,5 четверти на душу), ячменём — на 60-110 % (при норме 0,75 четверти), овсом — на 20-25 % (при норме 0,75 четверти).
Недостаток зерна покрывался за счёт переложных и арендуемых земель, путём покупок зерна из запасных хлебных магазинов. Важное значение имели огородные культуры (капуста, морковь, лук и др.) и лесные продукты (грибы, ягоды, продукция охоты и рыболовства). Довольно много высевалось в полях репы, которая с начала 1840-х годов вытесняется картофелем.
В развитии земледельческого производства и некоторых других сторон жизни удельных крестьян Великоустюжского уезда определённую положительную роль сыграла политика «попечительства» удела (началась с 1828 г.): появились новые огородные (огурцы, брюква и др.) и зерновые культуры, орудия труда и ряд новшеств в агрикультуре, повысилась грамотность крестьян. За счёт введения общественной запашки были сделаны необходимые запасы хлеба на случай неурожайных лет.
Правда, всё это сказывалось на качестве рабочего и продуктивного скота. Обеспеченность крестьян скотом также оставляла желать лучшего. В 1850-х годах на 100 душ мужского пола в удельной деревне Великоустюжского уезда приходилось около 41 лошади, 84 коров и 91 головы мелкого скота.
Политика «попечительства» не принесла коренного улучшения деревне Великоустюжского уезда. Она осуществлялась в рамках существующего строя (не затрагивала его основы), феодальными средствами, за счёт труда и средств крестьян. Главной её целью было увеличение доходов, что, естественно, привело к росту денежных податей и натуральных повинностей крестьян.
Не принесла экономического облегчения и реформа 1863 г. Тягловых угодий у жителей было отрезано немного — в пределах 30 дес. Здесь не были учтены 94 дес. лучшей по качеству пашни, которую крестьяне выделили под общественную запашку в 1828 г. и которую накануне 1863 г. удел замежевал в свои оброчные угодья. Не возвратили, например, крестьянам Вондокурского общества изъятые в 1834 г. «на время» сенокосы, около 78 дес. В ходе реформы 1863 г. структура крестьянских наделов в деревнях Великоустюжского уезда сильно изменилась, да и сами земельные наделы сократились: в Царёвоконтантиновском сельском обществе (далее с.о.) до 2,5 дес., в Вандокурском с.о. — до 2,8 дес., в Удимском с.о. — до 2,1 дес., в Кузнецовском с.о. — до 4,0 дес. и в среднем по уезду — до 2,7 дес.
До 1863 г. в распоряжении удельных крестьян Великоустюжского уезда имелось 2577 дес. удобной лесной площади (по 3,7 дес. на 1 ревизскую д.м.п.). После реформы им выделили лишь 30 дес. «дровяных и кустарных зарослей», то есть некачественного леса. Крестьяне потеряли возможность расширения своих угодий за счёт лесных расчисток и ведения переложенного земледелия. Кроме того, на Севере выгонов как таковых практически не было, население пасло скот в лесах. И отныне удельные крестьяне обязаны были платить уделу или казне за выпас скота, заготовку дров, строевого леса, грибов, ягод и прочее. Затруднялось, а в ряде случаев становилось невозможным ведение некоторых промыслов.

### Промыслы

#### Великоустюжское чернение по серебру
Издавна в Устюге занимались чернением по серебру, которое отличалось здесь некоторыми характерными особенностями. Говорят, что этот промысел перешёл в Устюг из Новгорода, после разгрома его Иоанном Грозным, когда многие новгородцы, мигрируя на север, поселились в Устюге. Предположение это имеет под собой весьма большие основания, поскольку новгородцы, при сношении с ганзейскими городами, могли заимствовать от них искусство черневой работы и перенести в Устюг.
При императрице Екатерине существовала в Устюге целая фабрика черневых и финифтяных изделий, принадлежавшая купцу Афанасию Попову. Из книг местной пробирной палатки видно, что в 1817 году мастеров и мастериц черневых изделий было в Устюге 29: серебра ими сплавлено 1 пуд 31 фунт. Через пять лет — в 1822 году — число мастеров и мастериц уже было только 16, но перерабатывалось ими металла ежегодно до 2 пудов, и так это продолжалось до 1887 года.

#### Шемогодская резьба
В деревнях, расположенных по берегам Шемогсы, притока Северной Двины (Шемогодская волость Великоустюжского уезда), ещё в XVIII веке крестьяне научились искусству сквозной прорези и тиснения по берёсте. Высоким мастерством резьбы по берёсте славилась шемогодская деревня Курово-Наволок, а наиболее талантливым резчиком-художником был И. А. Вепрев, крестьянин этой деревни, который основал династию резчиков и организовал в детском приюте школу резьбы по берёсте. Со временем этот вид мастерства превратился в промысел.
С середины XIX века промысел стал расширяться: изготовлять берестяные изделия начали также в деревнях Шемогодской волости (Погорелово, Красавино и др.). Во второй половине XIX в. промыслом резьбы по берёсте занимались в 14 деревнях Шемогодской волости.
В конце. XIX века формируются основные стилевые особенности Шемогодской резьбы: ажурно-орнаментальные мотивы, закрученные спиралью завитки с розеткой внутри и пышными ответвлениями волнистых побегов.
В 1918 г. резчики объединились в кооперативную артель (в 1935 году переименована в артель «Художник»).
С историей промысла связаны имена многих талантливых мастеров. В Государственном Историческом музее есть подписные работы великоустюжского мастера Степана Бочкарёва. Это шкатулки и табакерки первой половины XIX в. со сценками на сюжеты басен Эзопа, с изображениями животных и архитектурных сооружений. Работы Ивана Вепрева были отмечены медалью в 1882 году на Всероссийской выставке в Москве и дипломом на Всемирной выставке в Париже в 1900 году.

## Образование
К 1 января 1913 года число начальных училищ ведомства министерства народного просвещения в уезде было всего 104, — не считая 2 воскресных школ, — с 164 комплектами. Кроме того, с сентября 1913 года было открыто 18 новых училищ и 5 дополнительных комплектов при существующих.
Число детей по школьной сети составляло 14 569 человек. Из них в 1913 году учились в школах ведомства министерства народного просвещения 5495 и в школах духовного ведомства, по сведениям за 1911 год, — 3550 человек (всего 9045 человек, что составляет 60 % всего числа детей школьного возраста). За порогом школы оставалось ещё 5524 человека (40 %) (к 1 января 1914 года училищ ведомства министерства народного просвещения в Великоустюжском уезде было 124; учащихся в них 6330; из них мальчиков 4439, девочек 1891).

## Люди, связанные с уездом
Землепроходцы:
- Семён Дежнёв, открывший в 1648 году пролив между Азией и Америкой.
- Владимир Атласов — исследователь Камчатки.
- Ерофей Хабаров — устюжанин, исследовавший и составивший карту Приамурья; в его честь назван дальневосточный город Хабаровск.
- Василий Шилов — первооткрыватель Алеутских островов.
- Михаил Булдаков — первенствующий директор Российско-Американской компании, исследователь Аляски.
- Егор Пуртов (XVII в.) — мореход, открыл дельту реки Медной (Копер) на Аляске, исследовал Якутатский залив, составил его карту.
- Василий Малахов (Малаков) — основал Николаевский редут в Кенайском заливе, а его сын Пётр позднее создал самое северное русское поселение на Аляске (Нулато) и стал первооткрывателем Аляскинского хребта.
- Николай Иванович Коробицын (1775—1830) — купец, участник первого русского кругосветного плавания (1803—1806), оставивший об этом путешествии содержательные записки.